# جايسون غاردينر
جايسون غاردينر (بالإنجليزية: Jason Gardiner)‏ هو مصمم رقص أسترالي، ولد في 6 نوفمبر 1971 في ملبورن في أستراليا.

## وصلات خارجية
- الموقع الرسمي
- جايسون غاردينر على موقع IMDb (الإنجليزية)
- جايسون غاردينر على موقع ميوزك برينز (الإنجليزية)
- جايسون غاردينر على موقع قاعدة بيانات الفيلم (الإنجليزية)